# Julie Is Her Name, Volume II
Julie Is Her Name, Volume II — седьмой студийный альбом американской певицы Джули Лондон, выпущенный в 1958 году на лейбле Liberty Records. Является продолжением её альбома Julie Is Her Name 1955 года. Продюсером альбома выступил Бобби Труп. Аккомпанировали певице гитарист Говард Робертс и контрабасист Ред Митчелл.

## Отзывы критиков
Ральф Джей Глисон из HiFi Review написал: «Мисс Лондон, которая, возможно, является самой красивой девушкой, когда-либо украшавшей обложку пластинки, тем не менее, ограниченная певица с очень тихим голосом и в определенных темпах довольно шатким чувством времени. Тем не менее, тембр её голоса приятный, запись превосходная, а аккомпанемент на высшем уровне».

## Список композиций
| №  | Название                           | Автор(ы)                     | Длительность |
| -- | ---------------------------------- | ---------------------------- | ------------ |
| 1. | «Blue Moon»                        | Ричард Роджерс, Лоренц Харт  | 2:20         |
| 2. | «What Is This Thing Called Love?»  | Коул Портер                  | 1:47         |
| 3. | «How Long Has This Been Going On?» | Джордж Гершвин, Айра Гершвин | 2:46         |
| 4. | «Too Good to Be True»              | Клэй Боланд                  | 2:40         |
| 5. | «Spring Is Here»                   | Ричард Роджерс, Лоренц Харт  | 2:05         |
| 6. | «Goody Goody»                      | Джонни Мерсер, Мэтт Маленик  | 1:55         |

| №                   | Название                                  | Автор(ы)                     | Длительность |
| ------------------- | ----------------------------------------- | ---------------------------- | ------------ |
| 1.                  | «The One I Love Belongs to Somebody Else» | Ишам Джонс, Гас Кан          | 2:00         |
| 2.                  | «If I’m Lucky»                            | Джозеф Мироу, Эдди Деланж    | 2:16         |
| 3.                  | «Hot Toddy»                               | Ральф Фланэган, Херб Хендлер | 1:45         |
| 4.                  | «Little White Lies»                       | Уолтер Дональдсон            | 2:00         |
| 5.                  | «I Guess I’ll Have to Change My Plan»     | Артур Шварц, Говард Дитц     | 1:50         |
| 6.                  | «I Got Lost in His Arms»                  | Ирвинг Берлин                | 2:05         |
| Общая длительность: | Общая длительность:                       | Общая длительность:          | 25:29        |